# 2011대구세계육상선수권대회조직위원회
2011대구세계육상선수권대회조직위원회는 대구세계육상선수권대회 대회준비 및 효율적 운영을 통해 우리나라의 육상발전과 국가간의 우의를 증진하고, 세계 육상발전과 인류평화에 기여하기 위하여 2007년 10월 5일 설립된 문화체육관광부 소관의 특수법인이다. 사무실은 대구광역시 중구 중앙대로 757에 있다.

## 주요 사업
- 대회준비 운영과 재원조달 및 집행
- 대회 종합계획 및 세부운영계획 수립․실행
- 경기장시설, 지원시설, 숙박시설 등 대회관련 시설의 확보·운영
- 정부, 지방자치단체, 유관기관 및 국제기구 등과의 협력에 관한 사항
- 기타 조직위원회 목적달성에 필요한 사업